# Paul Connell
Paul Connell (Mullingar, 27 de enero de 1958) es un obispo católico irlandés. Desde el 5 de abril de 2023 se desempeña como obispo de Ardagh y Clonmacnoise.

## Biografía
Connell nació en Mullingar, condado de Westmeath, el 27 de enero de 1958, siendo el segundo de cuatro hijos de Thomas Connell y Philomena Begley. Asistió a la escuela primaria en Scoil Mhuire CBS y a la escuela secundaria St Finian's College, completando su certificado de fin de estudios en 1975.
Connell estudió para el sacerdocio en el St Patrick's Pontifical University, en Maynooth, completando una Licenciatura en Artes de la Universidad Nacional de Irlanda en 1978 y una Licenciatura en Divinidad de la Universidad Pontificia en 1981. Al año siguiente, recibió el premio Gilmartin en historia eclesiástica del St Patrick's College.
Connell fue ordenado sacerdote para la diócesis de Meath el 20 de junio de 1982. Tras su ordenación, el primer nombramiento pastoral de Connell fue una breve estancia en Rochfortbridge, antes de su nombramiento como profesor en el St Finian's College. Posteriormente, completó un diploma superior en educación en 1983. Connell fue nombrado vicepresidente del colegio en 1989 y, posteriormente, presidente y director en 1998. Durante su presidencia, el colegio pasó de ser un internado diocesano exclusivamente masculino a una escuela secundaria mixta en 2003, mientras que su internado cerró en 2007.
Completó una Maestría en Artes en historia local en la Universidad Nacional de Irlanda, entre 1992 y 1994, y posteriormente recibió un doctorado en historia por la universidad en 2002. Connell también dio clases a tiempo parcial sobre historia eclesiástica en el Instituto de Teología y Filosofía de Milltown antes de su cierre en 2015, y ha publicado una serie de obras en el área de historia local.
Además de su presidencia en St Finian's College, se desempeñó como presidente de la Secretaría de Escuelas Secundarias entre 2013 y 2018.
Tras su nombramiento como secretario ejecutivo del Consejo de Educación de la Conferencia de Obispos Católicos Irlandeses en octubre de 2018, Connell dimitió como director del St Finian's College en enero de 2019. Fue nombrado canciller de la diócesis de Meath en 2020 y administrador de Multyfarnham en agosto de 2021.
Connell también sirvió como capellán de la unidad de enfermería comunitaria Cluain Lir en el Hospital St Mary's, en Mullingar, y adquirió experiencia pastoral de verano en los Estados Unidos, ejerciendo su ministerio en las parroquias All Saints y St Gabriel's en la arquidiócesis de Miami y en la parroquia St Gregory's en la diócesis de San Diego.
Connell fue nombrado obispo de Ardagh y Clonmacnoise por el Papa Francisco el 5 de abril de 2023. En su primer discurso luego de su nombramiento, enfatizó la necesidad no solo de cuidar y respetar a los demás, sino también de amar y respetar al mundo.
Connell fue consagrado por el arzobispo de Armagh y primado de Irlanda, Eamon Martin, el 18 de junio en la catedral de San Mel, en Longford.